# Tatra 114/115
Tatra 114 byl třítunový silniční nákladní automobil se znakem náprav 4×2, vyráběný podnikem Tatra, n. p. v Kopřivnici. Vůz vznikl úpravou staršího typu Tatra 27, hlavní změnou byla především zástavba nového vzduchem chlazeného vznětového motoru. Během let 1947–1948 vzniklo 407 vozů, převážně s valníkovou nástavbou. Jejím následníkem se stal mírně modifikovaný typ Tatra 115, který se lišil především delším rozvorem, jednoduchou montáží kol vzadu a většími pneumatikami. V letech 1948–1949 bylo vyrobeno 602 vozů. 

## Historie
Po skončení druhé světové války znárodněná automobilka Tatra zamýšlela obnovit výrobu jednoho ze svých nejúspěšnějších předválečných nákladních vozů, třítunové Tatry 27. Rozhodovací orgány centrálně plánovaného hospodářství však Tatře přisoudily výhradně výrobu těžkého nákladního vozu Tatra 111 a kromě toho jednoho typu vozu osobního (Tatra 57 B, následně Tatra 600). Produkci vozů třítunové kategorie byla přidělena automobilce Praga, s jejími typy RN a RND. Tatra však přesto roku 1946 obnovila výrobu typu Tatra 27b. Ministerstvo průmyslu tolerovalo porušení tohoto nařízení pouze kvůli kritickému poválečnému nedostatku nákladních vozů.
Zážehový motor vozu se však kvůli vysoké spotřebě a poválečnému nedostatku benzínu ukazoval jako neperspektivní. Konstruktéři Tatry proto připravili modifikaci se vznětovým motorem, zprvu označovanou jako Tatra 27d, posléze přejmenovanou na Tatra 114. Čtyřválcový motor vznikl poměrně jednoduše využitím prvků „stavebnicového“ dvanáctiválce T 111, který poháněl stejnojmenný těžký nákladní vůz. Nový motor, označený T 103, měl objem 4,9 litru a nejvyšší výkon 65 k při 2200 ot./min. Pro případné terénní a vojenské použití vozu byla nevýhodou nízko umístěná olejová vana, která snížila světlou výšku pouze na 190 mm, velký přední převis také zmenšoval nájezdový úhel. Kapota motoru dostala tvar podobný vozu Tatra 111. Kromě těchto úprav byla Tatra 114 prakticky shodná s typem Tatra 27b. Výroba vozu začala roku 1947, kdy vzniklo 309 kusů, již následující rok však skončila po vyrobení 89 vozů. Tatra následně přikročila k přepracování vozu, výsledkem úprav bylo prodloužení rozvoru a ložné plochy, osazení větších pneumatik a nahrazení zadní dvojmontáže jednoduchou. Tato opatření měla za cíl zlepšit užitné vlastnosti vozu, především nedostatečnou světlou výšku. Vůz obdržel nové označení Tatra 115. Ještě roku 1948 vzniklo 71 vozů, následující rok jich bylo 531. Tím však produkce třítun v Tatře natrvalo skončila a ustoupila rozšíření výroby typu Tatra 111.

## Technické údaje

### Motor a převodovka

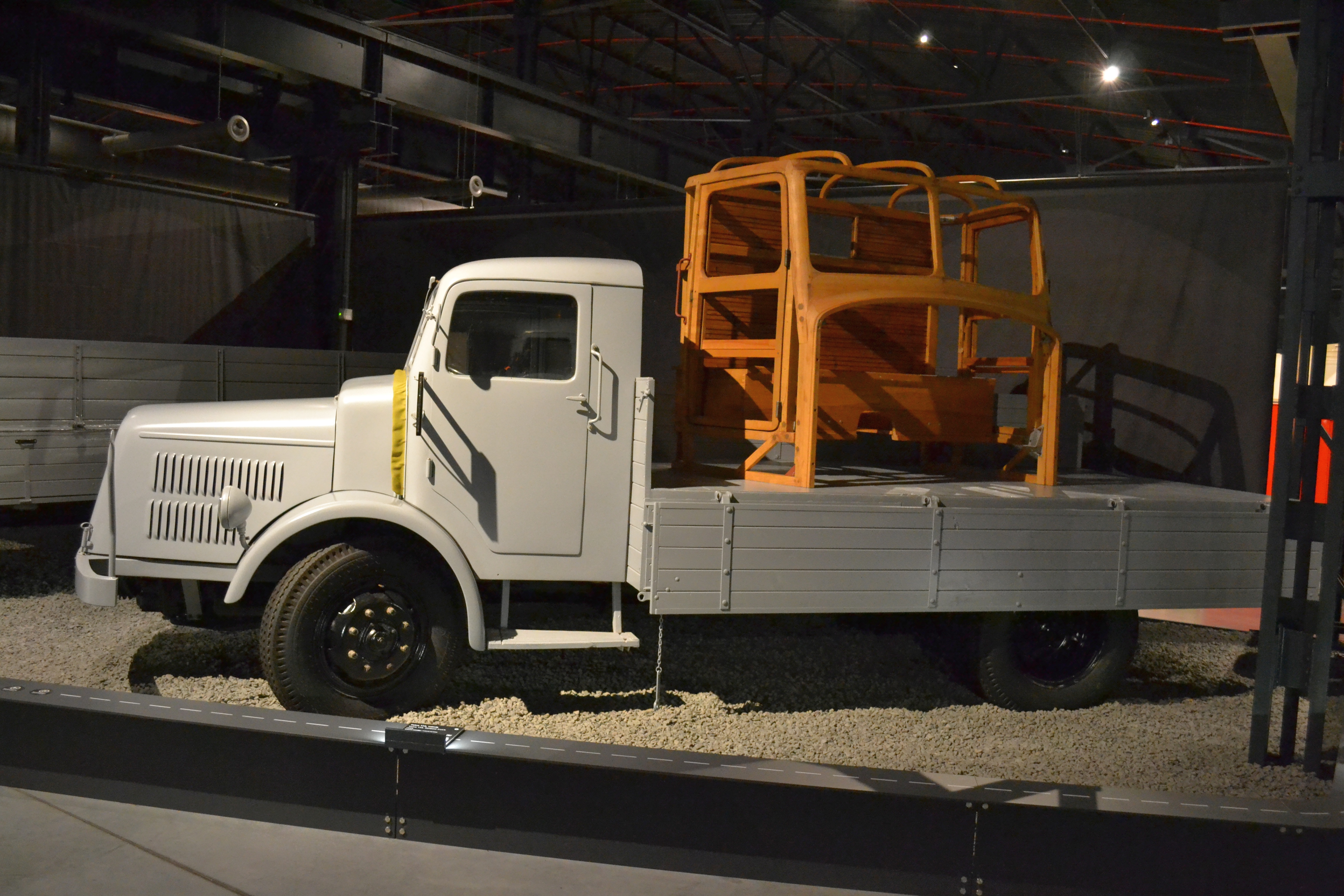
Tatra 114 v Muzeu nákladních automobilů Tatra

Tatru 114 a 115 pohání řadový, vzduchem chlazený vznětový čtyřválec T103 s rozvodem OHV a přímým vstřikováním. Kompresní poměr činí 16,5:1. Válce motoru jsou samostatné, s hlavami z hliníkové slitiny. Klikový hřídel je sešroubován z pěti kusů a uložen v pěti válečkových ložiskách v klikové skříni z hliníkové slitiny. Chlazení obstarává axiální ventilátor hnaný klikovou hřídelí pomocí dvou klínových řemenů. Palivová nádrž na 110 l nafty se nachází na příčné stěně mezi kabinou a motorovým prostorem. Palivo proudí pomocí dopravního čerpadla přes filtr do čerpadla vstřikovacího. Umístění motoru je vpředu, podélně před přední nápravou.
Motor má zdvihový objem 4940 cm³ (vrtání válců 110 mm, zdvih 130 mm). Dosahuje nejvyšší výkon 47,8 kW (65 k) při 2200 ot./min.
Elektrická soustava pracuje s napětím 12 V, pouze startér motoru je na 24 V. Vůz je vybaven 12 V dynamem o výkonu 300 W a dvěma 12 V akumulátory po 150 Ah pod sedalem řidiče.
Za motorem je umístěna suchá jednolamelová spojka. Za ní pak navazuje čtyřstupňová nesynchronizovaná převodovka.

### Podvozek
Základ podvozku tvoří ocelová páteřová roura, vpředu opatřená přírubou pro blok motoru a převodovky. Vzadu je hnací náprava s výkyvnými poloosami. Ty jsou odpružené příčným půleliptickým listovým pérem, uloženým na skříni rozvodovky. Nepoháněná přední náprava má nezávislé zavěšení tvořené dvojicemi trojúhelníkových ramen. Je odpružená příčným půleliptickým listovým pérem, upevněným na skříni převodovky. Rozchod předních kol činí 1700 mm, zadních 1800 mm. Rozvor náprav je 3500 mm (T114), resp. 4000 mm (T115). Světlá výška pod nápravami je 190 mm (T114), resp. 200 mm (T115).
Vůz je opatřen hydraulickou jednookruhovou brzdou na všech kolech. Ruční brzda je převodová, působí na buben za převodovkou. Kola jsou dvacetipalcová, s lisovanými ocelovými disky rozměru 6×20" a pneumatikami rozměru 7,50×20" (j.ú. 7,25×20"), na zadní nápravě v dvojmontáži (T114), resp. 10,5×20", s jednoduchou montáží na všech kolech.

### Kabina a nástavby
Kabina vozu je smíšené konstrukce, s dřevěnou kostrou potaženou ocelovým plechem. Čelní okno je dvoudílné šípové, opatřené dvěma elektricky poháněnými stěrači. Dveře kabiny jsou uchycené vpředu.
Většina vyrobených vozů měla dřevěnou valníkovou nástavbu se sklápěcími postranicemi výšky 500 mm. Kromě toho byly postaveny pravděpodobně dva autobusy, jeden sloužil pro vlastní potřeby podniku Tatra.

### Rozměry a výkony
Délka: 6 450 mm (T114), resp. 6 780 mm (T115)

Šířka: 2 350 mm (T114), resp. 2 150 mm (T115)

Výška: 2 300 mm (T114), resp. 2 250 mm (T115)

Hmotnost podvozku: 2 400 kg (T114), resp. 2 500 kg (T115)

Pohotovostní hmotnost: 3 750 kg

Užitečná hmotnost: 3 000 kg

Maximální rychlost: 60 km/h

Spotřeba paliva: 18 l/100 km